# 吉川庄一
吉川庄一（よしかわ しょういち、1935年4月9日－2010年11月5日）は、日本の原子力工学者。

## 略歴
東京都出身。1958年、東京大学理学部を卒業。プリンストン大学大学院に学び、1961年博士号を取得、プリンストン大プラズマ物理研究所主任研究員となる。1973年帰国して東大の教授となる。1976年プリンストン大に戻り教授。大河千弘とともに核融合実験装置の研究開発を進める。1974年の「核融合への挑戦」で毎日出版文化賞受賞。元妻は画家・評論家の吉川裕子。裕子との二女・マコ・ヨシカワ(en:Mako Yoshikawa)は小説家。

## 著書
- 『核融合への挑戦 無限のエネルギーを求めて』講談社<ブルーバックス>、1974年
- 『エネルギーへの挑戦 日本への手紙 日米文化を比較する』サンケイ出版 1981年
- 『理工系のための数学入門 1 (線形代数・微積分)』講談社、1993年
- 『理工系のための数学入門 2 (常微分方程式・偏微分方程式)』講談社、1994年

### 共著
- 『核融合入門 高温プラズマの閉じ込め』（飯吉厚夫との共著） 共立出版、1972年
- 『大学院原子核物理』（玉垣良三・大塚孝治・森田正人・谷畑勇夫との共著、中村誠太郎監修）講談社、1996年
- 『新・核融合への挑戦 いよいよ核融合実験炉へ』（狐崎晶雄との共著）講談社<ブルーバックス>、2003年

## 論文
- <吉川庄一

## 妻・吉川裕子について
吉川裕子（よしかわひろこ）は、1936年名古屋市に井上五郎の娘として生まれる。父方祖父は井上角五郎、母方祖父は男爵木越安綱。東京女子大学英米文学科を卒業。1960年渡米、吉川庄一と結婚（三女を儲けたが1983年離婚）。ハーバード大学大学院に学ぶ。水彩画を描き、たびたび個展を開く。プリンストン日本語学校校長、ニューヨーク読売スペシャル・コレスポンドを歴任。1985年に米国GAF社副会長のジェームズ・Ｔ・シャーウィンと再婚同士で結婚、シャーウィン裕子となり、著書多数。1991年よりスイス在住、1999年より英国ウィンズレイに暮らす。

### 著書
単著
- 『孤独なアメリカ人』講談社<講談社現代新書>、1975年
- 『アメリカン・ウーマン』講談社<講談社現代新書>、1979年

翻訳
- L.P.シェルツ ほか『アメリカ農業の変貌』（土本裕子・杉崎真一共訳）農政調査委員会、1982年